# Pierre de Villars (1543-1613)
Pour les articles homonymes, voir Pierre de Villars.
Pierre de Villars, dit le jeune, né le 3 mars 1543 à Lyon et mort le 18 juin 1613 au château de Saint-Genis-Laval, est un prélat français du XVIe siècle.
Il est l'un des cinq des archevêques de Vienne, sous le nom de Pierre VI, issu de la famille de Villars (Lyonnais, Forez,). Il est parfois numéroté Pierre II afin de le distinguer de son prédécesseur, Pierre de Villars (1517-1592), dit Pierre I, et de Pierre de Villars (1588-1662), dit Pierre III.

## Biographie

### Origines
Pierre, numéroté [II] et  surnommé le jeune, naît le 3 mars 1543 à Lyon. Il est fils de François de Villars, lieutenant-général, et de Françoise de Gayan. Son frère, Balthazar, seigneur de Laval, est le premier président au Parlement des Dombes.
Il est le neveu de Pierre de Villars, ancien évêque de Mirepoix et archevêque de Vienne. 
Un autre neveu, Jérôme, lui succède sur le trône de Vienne.

### Formation
Pierre de Villars est successivement prieur de Miribel et chanoine. Il étudie au collège de Tournon, avant d'étudier le droit à Toulous et de partir à Paris pour étudier la philosophie et la théologie.
Il devient ensuite aussi archidiacre d'Auch.

### Épiscopats
En 1575, Pierre monte sur le trône de Mirepoix, succédant à son oncle Pierre I de Villars. Il doit faire face à des problèmes avec les calvinistes.
Pierre I, étant monté sur le siège archiépiscopal de Vienne, se démet de sa fonction en sa faveur, en 1587,. Le 26 avril 1591, il est institué par le pape Grégoire XIV sur le siège archiépiscopal de Vienne. Il quitte la ville l'année suivante, le 15 mai 1592, et fait son entrée à Vienne, le 29 août.
Il se rend à Rome en 1590.
En 1598, il se démet de sa fonction en faveur de son neveu, Jérôme,.
Pierre de Villars meurt le 18 juin 1613, au château de Saint-Genis-Laval